# ピアノソナタ第2番 (シューマン)
ロベルト・シューマンのピアノソナタ第2番ト短調作品22は1833年から1838年にかけての作。1839年作曲者が29歳の時にライプツィヒのブライトコプフ・ウント・ヘルテル社から出版された。ライプツィヒ在住の友人のピアニスト、ヘンリエッテ・フォークトに献呈されたが、彼女は出版から間もなく結核のため他界している。
前作（第1番）と同様に、快速な第1楽章―緩徐楽章―スケルツォ楽章―急速な終楽章という構成。
第3番作品14は本曲より前（1835年）に初版が作曲されていたため、本曲がシューマンが完成させた最後のピアノソナタである。
演奏時間は約16分と、全3曲の中で最も短い。

## 楽曲
第1楽章
So rasch wie möglich
ト短調、4分の2拍子。ソナタ形式。演奏記号の通り「できる限り速く」演奏される。左手には10度音程が登場し、次第に速い速度を指定するなど演奏は難しい。
第2楽章
Andantino
ハ長調、8分の6拍子。三部形式。穏やかな緩徐楽章で、三部形式と変奏曲を兼ねている。1828年に作曲した歌曲「秋に」(Im Herbste、ユスティヌス・ケルナー詞)を改作したもの。
第3楽章
Sehr rasch und markiert
ト短調、4分の3拍子。64小節の簡潔なスケルツォ楽章。シンコペーションを中間部にはさむなど若き作曲者の凝った技術が特徴的。
第4楽章
Rondo:Presto
ト短調、4分の2拍子。ロンド形式。オクターヴ奏法のトレモロが主題。

「プレスト」と題された初稿（"Passionato"、16分の6拍子）がある。この初稿は、十度以上の跳躍や、ラフマニノフばりの広い和音などが多用された難曲であるため、クララの提案によりシューマンが撤回し、死後の1866年になってヨハネス・ブラームスにより出版された。最終的な完成版は1981年にようやく出版された。ロナルド・トゥリーニらが録音を残している。

## その他
シューマンは先人ベートーヴェンに倣って演奏記号を母国語で記している。